# Zavetnik
Zavetnik, tudi zaščitnik ali patron, je svetnik, ki je v Katoliški cerkvi, anglikanizmu in pravoslavju izbran za zaščitnika cerkve, naroda, kraja, dejavnosti ali skupine oseb.